# John Lucas III
Pour les articles homonymes, voir John Lucas (homonymie).
John Lucas III, né le 21 novembre 1982 à Washington, D.C., est un joueur et entraîneur de basket-ball de nationalité américaine. Il est le fils du joueur et entraîneur John Lucas.

## Biographie
Le 4 octobre 2005, alors qu'il n'a pas été drafté en NBA en juin, il signe un contrat avec les Timberwolves du Minnesota pour participer à la NBA Summer League. Les Timberwolves le signent également pour leur camp d'entraînement. Le 27 octobre, les Timberwolves se séparent de Lucas. Durant la saison 2005-2006, le 29 décembre 2005, il est appelé par les Rockets de Houston alors qu'il joue avec les 66ers de Tulsa en D-League. Il fait ses débuts en NBA le 31 décembre 2005 contre les Warriors de Golden State en jouant une seule minute mais en prenant deux rebonds offensifs et distribuant une passe décisive. Il participe à treize rencontres avec les Rockets entre décembre et février. Lucas est le premier joueur des 66ers de Tulsa à être appelé en NBA. Il termine la saison en D-League avec 16,8 points en 34,3 minutes par match.
Le 10 mai 2006, il signe avec l'équipe de Snaidero Udine du championnat italien, pour combler l'absence de Jerome Allen, blessé jusqu'à la fin de la saison.
Le 28 juillet 2006, il signe un contrat de trois ans avec les Rockets de Houston. Durant la saison 2006-2007, les Rockets accèdent aux playoffs qu'ils perdent contre le Jazz de l'Utah en sept matchs au premier tour.
Le 30 octobre 2007, Lucas est l'un des quatre joueurs à être coupé de l'effectif des Rockets avec le début de la saison 2007-2008.
En janvier 2008, il retourne en Italie au Benetton Trévise. En mars 2008, il est remercié par l'équipe italienne.
En septembre 2008, il signe avec le Thunder d'Oklahoma City mais il est coupé en novembre avant même d'avoir disputé une rencontre avec cette équipe. En février 2009, il signe avec les 14ers du Colorado et les aide à remporter le titre de champion de D-League 2008-2009. Le 27 avril 2009, il signe avec le Saski Baskonia du championnat espagnol pour le reste de la saison.
Le 2 septembre 2009, il est drafté par les Red Claws du Maine lors de la draft de la D-League.
Lucas joue la présaison NBA avec le Heat de Miami. Il dispute quatre matchs qu'il termine avec des moyennes de 7,0 points, 2,3 passes décisives et 1,3 rebond en 12,5 minutes par match. Le 23 octobre 2009, il est coupé par le Heat.
Lucas passe la saison 2009-2010 en Chine dans le club des Shanghai Sharks.
En 2010, il participe à la présaison NBA avec les Bulls de Chicago mais il est coupé le 21 octobre. Le 26 novembre, les Bulls resignent Lucas. Pour ses débuts avec les Bulls, Lucas manque deux lancers-francs importants dans les dernières secondes et les Bulls s'inclinent 98 à 97 contre les Nuggets de Denver. Le 4 janvier 2011, il est coupé par les Bulls et retourne en Chine, chez les Shanghai Sharks. Après deux mois en Chine, le 20 mars 2011, il retourne aux États-Unis, chez les Bulls.
Le 11 janvier 2012, Lucas est titulaire pour la première fois de sa carrière en NBA et en profite pour réaliser son record de points en carrière avec 25 unités et mener les Bulls à la victoire 78 à 64 contre les Wizards de Washington. Durant ce match, il réalise d'autres records personnels, il joue 45 minutes, tire à 11 sur 28, distribue huit passes décisives et prend huit rebonds. Le 14 mars 2012, les Bulls reçoivent le Heat de Miami. Dans ce match, en l'absence de Derrick Rose blessé, Lucas marque 24 points et conduit les Bulls à une victoire 106 à 102. Le 21 mars 2012, il aide les Bulls à revenir dans la partie et à remporter la victoire contre les Raptors de Toronto 94 à 82 grâce à un quatrième quart-temps où Lucas marque l'ensemble de ses treize points et que les Bulls remportent 32 à 13.
Le 27 juillet 2012, il signe avec les Raptors de Toronto.
Le 22 juillet 2013, il signe avec le Jazz de l'Utah.
Le 22 juillet 2014, Lucas est transféré, avec Erik Murphy et Malcolm Thomas, aux Cavaliers de Cleveland en échange de Carrick Felix, d'un second tour de draft 2015 et d'une somme d'argent. Le 25 septembre 2014, il est transféré, avec Erik Murphy, Dwight Powell, Malcolm Thomas et un second tour de draft 2016 et 2017 aux Celtics de Boston en échange de Keith Bogans et deux futurs seconds tours de draft. Quatre jours plus tard, il est coupé par les Celtics.
Le 21 octobre 2014, il signe avec les Wizards de Washington. Quatre jours plus tard, il est coupé par les Wizards. Le 21 novembre 2014, il signe en Chine avec les Fujian Sturgeons pour le reste de la saison 2014-2015 de CBA. Le 30 janvier 2015, il joue son dernier match pour Fujian et quitte la Chine avec des moyennes de 26,3 points, 7,0 passes décisives et 4,6 rebonds en 28 rencontres. Le 2 février, il signe un contrat de dix jours avec les Pistons de Détroit. Il signe un second contrat de dix jours le 12 février 2015 puis onze jours après il signe un contrat jusqu'à la fin de la saison avec les Pistons. Après une pige d'un mois au Heat de Miami du 28 septembre 2015 au 24 octobre 2015 sans y jouer le moindre match, il finit sa saison en D-League à Fort Wayne ainsi qu'à Quebradillas à Porto Rico. Le 24 août 2016, il signe un contrat avec les Timberwolves du Minnesota, puis il est conservé dans le roster définitif afin d'y jouer la saison entière. Il est toutefois licencié en janvier 2017.
Lucas devient ensuite entraîneur. Il travaille comme responsable du développement des joueurs aux Timberwolves du Minnesota entre 2017 et 2019. En septembre 2021, Lucas rejoint les Lakers de Los Angeles comme entraîneur adjoint. Avec l'arrivée du nouvel entraîneur Darvin Ham, Lucas n'est pas conservé pour la saison 2022-2023.
En juin 2023, John Lucas rejoint les Suns de Phoenix comme entraîneur adjoint auprès de Frank Vogel. Il est limogé en mai 2024, peu après l'arrivée d'un nouvel entraîneur.

## Records sur une rencontre en NBA
Les records personnels de John Lucas III, officiellement recensés par la NBA sont les suivants :
| Type de statistique        | Saison régulière | Saison régulière                             | Saison régulière                | Playoffs | Playoffs                                        | Playoffs                |
| Type de statistique        | Record           | Adversaire                                   | Date                            | Record   | Adversaire                                      | Date                    |
| -------------------------- | ---------------- | -------------------------------------------- | ------------------------------- | -------- | ----------------------------------------------- | ----------------------- |
| Points                     | 25               | Wizards de Washington Cavaliers de Cleveland | 11 janvier 2012 26 avril 2012   | 15       | Sixers de Philadelphie                          | 1er mai 2012            |
| Paniers marqués            | 11               | Wizards de Washington                        | 11 janvier 2012                 | 7        | Sixers de Philadelphie                          | 1er mai 2012            |
| Paniers tentés             | 28               | Wizards de Washington                        | 11 janvier 2012                 | 12       | Sixers de Philadelphie @ Sixers de Philadelphie | 1er mai 2012 4 mai 2012 |
| Paniers à 3 points réussis | 5                | 3 fois                                       |                                 | 2        | @ Sixers de Philadelphie                        | 4 mai 2012              |
| Paniers à 3 points tentés  | 13               | @ Thunder d'Oklahoma City                    | 1er avril 2012                  | 4        | @ Sixers de Philadelphie                        | 4 mai 2012              |
| Lancers francs réussis     | 4                | Hawks d'Atlanta @ Heat de Miami              | 29 décembre 2006 19 avril 2012  | 2        | @ Sixers de Philadelphie                        | 4 mai 2012              |
| Lancers francs tentés      | 5                | Hawks d'Atlanta                              | 29 décembre 2006                | 2        | @ Sixers de Philadelphie                        | 4 mai 2012              |
| Rebonds offensifs          | 3                | Wizards de Washington Rockets de Houston     | 11 janvier 2012 2 novembre 2013 | 1        | @ Sixers de Philadelphie                        | 4 mai 2012 6 mai 2012   |
| Rebonds défensifs          | 6                | @ Heat de Miami @ Nets de Brooklyn           | 19 avril 2012 5 novembre 2013   | 2        | @ Sixers de Philadelphie Sixers de Philadelphie | 4 mai 2012 8 mai 2012   |
| Rebonds totaux             | 8                | Wizards de Washington                        | 11 janvier 2012                 | 3        | @ Sixers de Philadelphie                        | 4 mai 2012              |
| Passes décisives           | 9                | Kings de Sacramento                          | 14 février 2012                 | 4        | Sixers de Philadelphie                          | 1er mai 2012            |
| Interceptions              | 4                | @ Sixers de Philadelphie                     | 18 mars 2007 11 décembre 2013   | 1        | @ Jazz de l'Utah                                | 28 avril 2007           |
| Contres                    | 1                | @ Hawks d'Atlanta @ Celtics de Boston        | 28 mars 2012 13 mars 2013       |          |                                                 |                         |
| Balles perdues             | 4                | @ Grizzlies de Memphis Heat de Miami         | 16 janvier 2012 14 mars 2012    | 2        | 3 fois                                          |                         |
| Minutes jouées             | 46               | Wizards de Washington                        | 11 janvier 2012                 | 28       | @ Sixers de Philadelphie                        | 4 mai 2012              |

- Double-double : aucun (au 05/02/2015)
- Triple-double : aucun.

## Palmarès
- Champion de la Division Centrale en 2011 et 2012 avec les Bulls de Chicago.
- CBA All-Star en 2010.
- NBA D-League champion en 2009.
- NBA D-League Second Team en 2006.
- Third-team All-American – AP en 2004.
- First-team All-Big 12 en 2004 et 2005.
- Big 12 All-Freshman Team en 2002.